# Un bras dedans, un bras dehors

Un bras dedans, un bras dehors est le premier roman d'Emmanuelle Peslerbe paru le 15 janvier 2007 aux éditions du Rouergue  (ISBN 9782841567997).

## Résumé
C'est l'histoire d'un quiproquo : une jeune femme signale un dégât des eaux dans son appartement. Un courrier lui annonce qu'elle recevra, tel jour, à telle heure, la visite de l'expert, Mr Philippe Dumont. L'expert en question s'avère être "une femme, parce qu'elle portait une jupe". En réalité, c'est Mme Yo, la collègue de Philippe Dumont, qui est venue, mais notre inondée n'étant pas détrompée, elle écrit ensuite à son expert pour lui dire le trouble et l'admiration que lui a causé cette visite travestie. Ce courrier, Philippe Dumont le prend comme une atteinte à sa virilité; déstabilisé, il bascule, sans que rien dans sa vie trop creuse ne puisse le retenir, jusqu'à ne plus se reconnaître dans les codes sociaux qui lui faisaient une vie "réussie" : son mariage est mort, il n'aime pas le squash, sa virilité n'est plus cette donnée primordiale qui fondait son identité.